# Ofenbach (ді-джеї)
Ofenbach є французьким ді-джей-дуетом, що складається з Доріана Ло і Сесара де Руммель. Їх пісня, що отримала золоті сертифікації, «Be Mine» стала 35-ю на Billboard Dance/Mix Show Airplay. Після випуску таких пісень, як «Around the Fire» і «You Don't Know Me», вони отримали підтримку від таких виконавців, як Робін Шульц і Tiësto . Вони також відомі завдяки реміксам пісень Боба Синклара, [./https://en.wikipedia.org/wiki/Hyphen_Hyphen [Архівовано 20 квітня 2021 у Wayback Machine.] Hyphen Hyphen] і Джеймса Бея .

## Дискографія

### Студійні альбоми
| Назва | Деталі | Найвищі позиції в чартах | Найвищі позиції в чартах |
| Назва | Деталі | FRA                      | SWI                      |
| ----- | --- | ------------------------ | ------------------------ |
| I     | - Реліз: 4 листопада 2022 - Лейбл: Ofenbach Music, Warner/Elektra - Формат: LP, digital download, streaming | 67                       | 93                       |

### EP
| Назва    | Деталі                                                                                        | Найвищі позиції в чартах |
| Назва    | Деталі                                                                                        | FRA                      |
| -------- | --------------------------------------------------------------------------------------------- | ------------------------ |
| Ofenbach | - Реліз: 12 квітня 2019 - Лейбл: Ofenbach Music - Формат: CD, LP, digital download, streaming | 85                       |

### Сингли
Отримано з iTunes.
| Назва                                                                                 | Рік  | Найвищі позиції в чартах | Найвищі позиції в чартах | Найвищі позиції в чартах | Найвищі позиції в чартах | Найвищі позиції в чартах | Найвищі позиції в чартах | Найвищі позиції в чартах | Найвищі позиції в чартах | Найвищі позиції в чартах | Найвищі позиції в чартах | Сертифікації | Альбом             |
| Назва                                                                                 | Рік  | FRA                      | AUT                      | BEL                      | CZE                      | GER                      | ITA                      | MEX                      | POL                      | SPA                      | SWI                      | Сертифікації | Альбом             |
| ------------------------------------------------------------------------------------- | ---- | ------------------------ | ------------------------ | ------------------------ | ------------------------ | ------------------------ | ------------------------ | ------------------------ | ------------------------ | ------------------------ | ------------------------ | --- | ------------------ |
| «What I Want» (with Karlk)                                                            | 2015 | —                        | —                        | —                        | —                        | —                        | —                        | —                        | —                        | —                        | —                        | | Безальбомні сингли |
| «You Don't Know Me» (за участі Brodie Barclay)                                        | 2015 | —                        | —                        | —                        | —                        | —                        | —                        | —                        | —                        | —                        | —                        | | Безальбомні сингли |
| «Be Mine»                                                                             | 2016 | 5                        | 4                        | 15                       | 1                        | 11                       | 7                        | 1                        | 3                        | 30                       | 6                        | - SNEP: Діамантовий - BEA: Золото - BMVI: Платина - Італійська асоціація компаній звукозапису: 2× Платина - Міжнародна федерація виробників фонограм AUT: Платина - IFPI SWI: 2× Платина - Польський союз виробників фонограм: 2× Платина | Безальбомні сингли |
| «Katchi» (vs. Нік Вотергауз)                                                          | 2017 | 1                        | 5                        | 12                       | 1                        | 9                        | 19                       | 1                        | 5                        | —                        | 6                        | - SNEP: Діамантовий - BMVI: Платина - FIMI: 2× Платина - IFPI AUT: Платина - IFPI SWI: Платина - ZPAV: Золото | Безальбомні сингли |
| «Party» (vs. Lack of Afro за участі Wax and Herbal T)                                 | 2018 | 61                       | —                        | —                        | 39                       | —                        | —                        | —                        | 12                       | —                        | —                        | | Безальбомні сингли |
| «Paradise» (за участі Беньямін Інгроссо)                                              | 2018 | 36                       | —                        | 8                        | 5                        | —                        | —                        | —                        | 9                        | —                        | —                        | - SNEP: Золото | Безальбомні сингли |
| «—» позначається сингли, що не випускалися на тій території або не потрапляли у чарти |      |                          |                          |                          |                          |                          |                          |                          |                          |                          |                          | |                    |

### Ремікси
2014
- Міріам Макеба — «Pata Pata» (Ofenbach Remix)
- Андреас Мо — «Under the Sun» (Ofenbach Remix)
- Джеймс Бей — «Hold Back the River» (Ofenbach Remix)

2015
- Lily & Madeleine — «Come to Me» (Ofenbach Remix)

2016
- Шем Томас — «We Just Need a Little» (Ofenbach Remix)

2017
- Джеймс Блант — «Love Me Better» (Офенбах Ремікс)
- [./https://en.wikipedia.org/wiki/Portugal._The_Man [Архівовано 8 квітня 2019 у Wayback Machine.] Portugal. The Man] — «Feel It Still» (Ofenbach Remix)
- [./https://en.wikipedia.org/wiki/Rudimental [Архівовано 30 квітня 2019 у Wayback Machine.] Rudimental] за участі Джеймса Артура — «Sun Comes Up» (Ofenbach Remix)

2018
- [./https://en.wikipedia.org/wiki/Clean_Bandit [Архівовано 23 квітня 2019 у Wayback Machine.] Clean Bandit] за участі Демі Ловато — «Solo» (Ofenbach Remix)